# Mesosemia lycorias
Mesosemia lycorias is een vlindersoort uit de familie van de prachtvlinders (Riodinidae), onderfamilie Riodininae.
Mesosemia lycorias werd in 1915 beschreven door Stichel.